# 長野県議会
長野県議会（ながのけんぎかい）は、長野県に設置されている地方議会である。

## 概要
- 定数：57
- 任期：4年
- 定例会：毎年2月、6月、9月及び11月[1]の年4回[2]
- 議長：依田明善（自由民主党県議団）
- 副議長：中川博司（改革信州）

## 事務局
- 議会事務局[3]

| 課名   | 係の名称 | 分掌事務 |
| ------ | -------- | --- |
| 総務課 | 庶務係   | 1 公印の管守に関すること。 2 儀礼に関すること。 3 人事及び諸給与に関すること。 4 文書の収発、編さん及び保存に関すること。 5 議場の警備及び取締りに関すること。 6 局内の他の課の所管に属さないこと。 7 長野県議会議員会館の管理に関すること。 |
| 総務課 | 経理係   | 1 局の予算編成及びその執行に関すること。 2 政治倫理の確立のための長野県議会議員の資産等の公開に関する条例（平成7年長野県条例第23号）に関すること。                                                                                           |
| 議事課 | 議事係   | 1 本会議に関すること。 2 議会の運営上必要な諸会議に関すること。 3 議案、請願等に関すること。 4 長野県議会会議規則（昭和35年長野県議会規則第2号）に関すること。 5 その他議事に関すること。                                                    |
| 議事課 | 委員会係 | 1 常任委員会及び特別委員会に関すること。 2 長野県議会委員会条例（昭和35年長野県条例第12号）に関すること。 3 その他委員会に関すること。 |
| 調査課 | 調査係   | 1 調査及び統計に関すること。 2 広報に関すること。 3 議会資料の刊行に関すること。 4 議会図書室に関すること。 5 議会沿革史の編さんに関すること。 6 その他調査に関すること。                                                                    |
| 調査課 | 審査係   | 1 条例、議会規則等の審査に関すること。 2 その他審査に関すること。 |

## 役員・委員会
※自民：自由民主党県議団、改革：改革信州、新政：新政策議員団、公明：公明党長野県議団、共産：日本共産党県議団
| 委員会                       | 定数 | 自民                                                        | 改革                            | 新政                   | 公明     | 共産     | 無所属   |
| ---------------------------- | ---- | ----------------------------------------------------------- | ------------------------------- | ---------------------- | -------- | -------- | -------- |
| 総務企画警察                 | 10   | ◎寺沢功希、萩原清、佐々木祥二、風間辰一、丸山栄一           | 小林東一郎、荒井武志            | ○百瀬智之              | 清水純子 | 毛利栄子 |          |
| 県民文化健康福祉             | 10   | ○大井岳夫、堀内孝人、共田武史、青木崇                       | 埋橋茂人、林和明                | ◎小山仁志              | 勝野智行 | 藤岡義英 |          |
| 産業観光企業                 | 9    | ◎宮下克彦、宮本衡司、山田英喜、早川大地                     | ○髙島陽子                       | 小林あや               | 勝山秀夫 | 和田明子 |          |
| 農政林務                     | 9    | ○竹内正美、小池清、酒井茂                                   | ◎中川博司、丸山寿子             | 奥村健仁               |          | 両角友成 | 小林君男 |
| 危機管理建設                 | 10   | ◎大畑俊隆、服部宏昭、依田明善、垣内将邦                     | ○竹内直子、望月義寿             | 小池久長、グレート無茶 | 加藤康治 |          |          |
| 環境文教                     | 9    | ○丸茂岳人、西沢正隆、向山賢悟                               | ◎花岡賢一、佐藤千枝             | 清水正康               | 川上信彦 | 山口典久 | 宮澤敏文 |
| 議会運営                     | 11   | ◎共田武史、西沢正隆、酒井茂、丸茂岳人、垣内将邦             | ○丸山寿子、髙島陽子、花岡賢一   | 小林あや               | 加藤康治 | 山口典久 |          |
| 決算特別                     | 12   | ○山田英喜、丸山栄一、堀内孝人、大畑俊隆、向山健吾、青木崇   | 埋橋茂人、望月義寿、小林陽子    | ◎清水正康              | 勝山秀夫 | 和田明子 |          |
| 少子化・人口減少対策調査特別 | 12   | ◎風間辰一、共田武史、寺沢功希、竹内正美、丸茂岳人、山田英樹 | ○小林東一郎、花岡賢一、竹村直子 | 小山仁志               | 清水純子 | 和田明子 |          |

※2024年（令和6年）3月13日現在。
| 審議会等 | 氏名   |
| -------- | ------ |
| 監査委員 | 酒井茂 |

※2025年（令和7年）3月14日現在。

## 議員報酬・諸手当等
| 役職   | 報酬             | 期末手当     | 年間支給額     | 政務活動費                        |
| ------ | ---------------- | ------------ | -------------- | --------------------------------- |
| 議長   | 月額 99万6,000円 | 476万6,000円 | 1,671万8,000円 | 会派所属議員1人につき 月額 31万円 |
| 副議長 | 月額 87万円      | 416万3,000円 | 1,460万3,000円 | 会派所属議員1人につき 月額 31万円 |
| 議員   | 月額 81万3,000円 | 389万円      | 1,364万6,000円 | 会派所属議員1人につき 月額 31万円 |

※政務活動費は、会派に対して支給される。

## 会派
| 会派名           | 議員数 | 所属党派                          | 女性議員数 | 女性議員の比率(%) |
| ---------------- | ------ | --------------------------------- | ---------- | ----------------- |
| 自由民主党県議団 | 24     | 自由民主党                        | 1          | 4.17              |
| 改革信州         | 13     | 立憲民主党5・社会民主党2・無所属6 | 5          | 38.46             |
| 新政策議員団     | 7      | 無所属                            | 1          | 14.29             |
| 日本共産党県議団 | 5      | 日本共産党                        | 2          | 40.00             |
| 公明党長野県議団 | 5      | 公明党                            | 1          | 20.00             |
| 無所属           | 2      | 無所属                            | 0          | 00.00             |
| 現員             | 56     |                                   | 10         | 17.86             |

※2024年（令和6年）2月5日現在。

### 党派別役員名簿
| 役職                | 議員氏名                              |
| ------------------- | ------------------------------------- |
| 顧問                | 服部宏昭、萩原清、佐々木祥二、 小池清 |
| 団長                | 風間辰一                              |
| 副団長              | 西沢正隆、丸山栄一、山岸喜昭          |
| 幹事長              | 宮本衡司                              |
| 総務会長            | 依田明善                              |
| 政調会長            | 共田武史                              |
| 副幹事長 第一部会長 | 堀内孝人                              |
| 副幹事長 第二部会長 | 酒井茂                                |
| 副幹事長 第三部会長 | 寺沢功希                              |

| 役職             | 議員氏名                                |
| ---------------- | --------------------------------------- |
| 代表             | 小林東一郎                              |
| 代表代行         | 荒井武志                                |
| 副代表           | 髙島陽子                                |
| 幹事長           | 花岡賢一                                |
| 財務委員長       | 埋橋茂人                                |
| 政策審議会長     | 続木幹夫                                |
| 政務調査会長     | 中川博司                                |
| 広報企画委員長   | 望月義寿                                |
| 副政務調査会長   | 佐藤千枝、丸山寿子、 竹村直子、小林陽子 |
| 副広報企画委員長 | 林和明                                  |

| 役職                    | 議員氏名     |
| ----------------------- | ------------ |
| 団長                    | 小山仁志     |
| 副団長 ＤＸ担当         | 小林あや     |
| 幹事長                  | 百瀬智之     |
| 副幹事長                | 奥村健仁     |
| 政務調査会長            | 清水正康     |
| 副政務調査会長 広報部長 | グレート無茶 |

| 役職           | 議員氏名 |
| -------------- | -------- |
| 団長           | 清水純子 |
| 幹事長         | 川上信彦 |
| 政務調査会長   | 加藤康治 |
| 副幹事長       | 勝山秀夫 |
| 副政務調査会長 | 勝野智行 |

| 役職              | 議員氏名 |
| ----------------- | -------- |
| 団長              | 毛利栄子 |
| 副団長 財政責任者 | 和田明子 |
| 幹事長            | 山口典久 |
| 政策委員長        | 両角友成 |
| 政策副委員長      | 藤岡義英 |

## 区割変遷

### 郡制施行→大日本帝国憲法施行以降
1. 1878年 - 長野県議会が発足し開会。選挙区は南佐久郡・北佐久郡・小県郡・更級郡・埴科郡・上高井郡・下高井郡・上水内郡・下水内郡・北安曇郡・南安曇郡・東筑摩郡・西筑摩郡・諏訪郡・上伊那郡・下伊那郡の16区。
2. 1898年 - 前年上水内郡長野町が市制施行し長野市として独立。17区に。
3. 1910年 - 3年前に東筑摩郡松本町が市制施行し松本市として独立。18区に。
4. 1918年 - この年小県郡上田町が市制施行し上田市となるが改選時は市制施行していなかったため小県郡区に。
5. 1922年 - 前年小県郡城下村を編入した上田市が独立し19区に。
6. 1938年 - 2年前に諏訪郡平野村が市制施行改称により岡谷市となり前年に下伊那郡飯田町と上飯田町が合体市制施行し飯田市となる。2市が独立し21区に。
7. 1942年 - 大政翼賛選挙。前年諏訪郡上諏訪町などが合併して市制施行により諏訪市として独立。22区に。
8. 1946年 - 最後の選挙時の選挙区は22区。

### 日本国憲法・地方自治法施行以後
1. 1947年 - 長野・松本・上田・岡谷・飯田・諏訪の6市区と南佐久・北佐久・小県・更級・埴科・上高井・下高井・上水内・下水内・北安曇・南安曇・東筑摩・西筑摩・諏訪・上伊那・下伊那の16郡区で新憲法下での県議会開会。
2. 1951年 - 第2回統一地方選挙で県議会初の女性議員が当選（長野市・下伊那郡）[7]。
3. 1955年 - 小諸市・須坂市・中野市・飯山市・大町市・伊那市・駒ヶ根市が前年合体市制施行などで発足し独立。13市・16郡区に。
4. 1959年 - 前年諏訪郡茅野町が市制施行し茅野市として独立。飯山市区と下水内郡区が統合されて飯山市・下水内郡区と改称。13市・1市郡・15郡区に。この年更埴市・篠ノ井市・塩尻市が合体市制施行により発足するがクッション期間が必要との事から独立が見送られた。
5. 1963年 - 2年前合体市制施行により佐久市が発足。上記3市もこの年独立し17市・1市郡・15郡区に。
6. 1967年 - 新生長野市が2市3町3村の大合併により前年発足。これにより篠ノ井市区廃止。更級郡区は廃止されて大岡村が上水内郡区に、上山田町は埴科郡区と統合。両区は上水内郡・更級郡大岡村区、埴科郡・更級郡上山田町区と改称。16市・1市郡・1町郡・1村郡・13郡区に再編。
7. 1971年 - 須坂市が上高井郡東村を編入合併するが具体的な区割変更は行われず。3年前西筑摩郡が木曽郡と改称したため木曽郡区と改称。
8. 1975年 - 上高井郡区廃止し須坂市区に統合。須坂市・上高井郡区と改称。15市・2市郡・1町郡・1村郡・12郡区に。以降具体的な変更が行われず。
9. 2007年 - 大規模な再編が行われて選挙が実施される事となった。変更は以下の通りである。
  1. - 北佐久郡区を廃止し佐久市区に統合し佐久市・北佐久郡区と、小県郡区を廃止し上田市区に統合し上田市・小県郡区と改称。3年前越郡合体市制施行により発足した東御市が独立し東御市区新設。
  2. - 4年前に千曲市が発足、埴科郡・更級郡上山田町区廃止され更埴市区と統合して千曲市・埴科郡区と改称。上水内郡・更級郡大岡村区は大岡村が長野市に合併されたことにより上水内郡区に戻る。下高井郡区が廃止され中野市区と統合して中野市・下高井郡区と改称。
  3. - 2年前に越郡合体市制施行により発足した安曇野市が独立して安曇野市区新設。南安曇郡区が市・他郡町村との統合などにより廃止。
  4. - 諏訪郡区が分割されて廃止。下諏訪町は岡谷市と統合、原村・富士見町は茅野市と統合し岡谷市・下諏訪町区と茅野市・諏訪郡原村・富士見町区と改称。

これにより11市・6市郡・1市町・1市町村・7郡区に再編された。

### 公職選挙法改正以後
1. 2014年 - 2013年の公職選挙法の改正に伴い、選挙区は都道府県において条例によって定めることとなった。長野県議会は、3月5日に「長野県議会議員の定数並びに選挙区の合区及び各選挙区において選挙すべき議員の数に関する条例の一部を改正する条例」を議決し、選挙区を定めた（2015年3月1日施行）。
  1. - これまで選挙区は郡区から記載していたが、市区からに変更。
2. 2017年 -長野県議会は、12月8日「長野県議会議員の定数及び選挙区に関する条例の一部を改正する条例」を議決し、長野市選挙区と上水内郡選挙区、松本市選挙区と東筑摩郡選挙区、飯田市選挙区と下伊那郡選挙区をそれぞれ合区した。これにより選挙区数は26から23に減少した。また、議員定数も58人から57人に減少した（ 2019年長野県議会議員一般選挙の選挙期日の告示日に施行）。

## 選挙区
- 2019年長野県議会議員一般選挙の選挙期日の告示日に施行[8]。

| 選挙区名                     | 定数 | 区域 |
| ---------------------------- | ---- | --- |
| 長野市・上水内郡選挙区       | 11   | 長野市、信濃町、飯綱町、小川村                                                                                 |
| 松本市・東筑摩郡選挙区       | 7    | 松本市、麻績村、生坂村、山形村、朝日村、筑北村                                                                 |
| 上田市・小県郡選挙区         | 4    | 上田市、長和町、青木村                                                                                         |
| 岡谷市・下諏訪町選挙区       | 2    | 岡谷市、下諏訪町                                                                                               |
| 飯田市・下伊那郡選挙区       | 4    | 飯田市、松川町、高森町、阿南町、阿智村、平谷村、根羽村、下條村、売木村、天龍村、泰阜村、喬木村、豊丘村、大鹿村 |
| 諏訪市選挙区                 | 1    | 諏訪市 |
| 須坂市・上高井郡選挙区       | 2    | 須坂市、小布施町、高山村                                                                                       |
| 小諸市選挙区                 | 1    | 小諸市 |
| 伊那市選挙区                 | 2    | 伊那市 |
| 駒ヶ根市選挙区               | 1    | 駒ヶ根市 |
| 中野市・下高井郡選挙区       | 2    | 中野市、山ノ内町、木島平村、野沢温泉村                                                                         |
| 大町市選挙区                 | 1    | 大町市 |
| 飯山市・下水内郡選挙区       | 1    | 飯山市、栄村                                                                                                   |
| 茅野市・富士見町・原村選挙区 | 2    | 茅野市、富士見町、原村                                                                                         |
| 塩尻市選挙区                 | 2    | 塩尻市 |
| 佐久市・北佐久郡選挙区       | 4    | 佐久市、軽井沢町、御代田町、立科町                                                                             |
| 千曲市・埴科郡選挙区         | 2    | 千曲市、坂城町                                                                                                 |
| 東御市選挙区                 | 1    | 東御市 |
| 安曇野市選挙区               | 2    | 安曇野市 |
| 南佐久郡選挙区               | 1    | 小海町、佐久穂町、川上村、南牧村、南相木村、北相木村                                                           |
| 上伊那郡選挙区               | 2    | 辰野町、箕輪町、飯島町、南箕輪村、中川村、宮田村                                                               |
| 木曽郡選挙区                 | 1    | 上松町、南木曽町、木曽町、木祖村、王滝村、大桑村                                                               |
| 北安曇郡選挙区               | 1    | 池田町、松川村、白馬村、小谷村                                                                                 |
| 合計                         | 57   | |

## 選挙結果
- 2023年（令和5年）4月9日執行。

| 選挙区名                               | 定数 | 当選者（党派） |
| -------------------------------------- | ---- | --- |
| 長野市・上水内郡選挙区                 | 11   | 西沢正隆（自由民主党）、風間辰一（自由民主党）、グレート無茶（無所属）、髙島陽子（無所属）、服部宏昭（自由民主党）、加藤康治（公明党）、勝山秀夫（公明党）、和田明子（日本共産党）、望月義寿（立憲民主党）、埋橋茂人（立憲民主党）山口典久（日本共産党） |
| 松本市・東筑摩郡選挙区                 | 7    | 青木崇（自由民主党）、中川博司（無所属）、小林あや（無所属）、勝野智行（公明党）、両角友成（日本共産党）、百瀬智之（無所属） 、萩原清（自由民主党） |
| 上田市・小県郡選挙区                   | 4    | 清水純子（公明党）、高村京子（日本共産党）、林和明（無所属）、山田英喜（自由民主党） |
| 岡谷市・諏訪郡下諏訪町選挙区           | 2    | 毛利栄子（日本共産党）、共田武史（自由民主党） |
| 飯田市・下伊那郡選挙区                 | 4    | 小池清（自由民主党）、竹村直子（立憲民主党）、川上信彦（公明党）、早川大地（無所属） |
| 諏訪市選挙区                           | 1    | 宮下克彦（自由民主党） |
| 須坂市・上高井郡選挙区                 | 2    | 堀内孝人（自由民主党）、小林君男（無所属） |
| 小諸市選挙区                           | 1    | 山岸喜昭（自由民主党） |
| 伊那市選挙区                           | 2    | 酒井茂（自由民主党）、向山賢悟（自由民主党） |
| 駒ヶ根市選挙区                         | 1    | 佐々木祥二（自由民主党） |
| 中野市・下高井郡選挙区                 | 2    | 小林東一郎（無所属）、丸山栄一（自由民主党） |
| 大町市選挙区                           | 1    | 奥村健仁（無所属） |
| 飯山市・下水内郡選挙区                 | 1    | 宮本衡司（自由民主党） |
| 茅野市諏訪郡富士見町及び同郡原村選挙区 | 2    | 小池久長（無所属） 、丸茂岳人（自由民主党） |
| 塩尻市選挙区                           | 2    | 丸山寿子（無所属）、続木幹夫（無所属） |
| 佐久市・北佐久郡選挙区                 | 4    | 花岡賢一（無所属）、大井岳夫（自由民主党）、小山仁志（無所属）、藤岡義英（日本共産党） |
| 千曲市・埴科郡選挙区                   | 2    | 竹内正美（自由民主党）、荒井武志（無所属） |
| 東御市選挙区                           | 1    | 佐藤千枝（無所属） |
| 安曇野市選挙区                         | 2    | 小林陽子（無所属）、寺沢功希（無所属） |
| 南佐久郡選挙区                         | 1    | 依田明善（自由民主党） |
| 上伊那郡選挙区                         | 2    | 垣内将邦（自由民主党）、清水正康（無所属） |
| 木曽郡選挙区                           | 1    | 大畑俊隆（自由民主党） |
| 北安曇郡選挙区                         | 1    | 宮沢敏文（無所属） |
| 合計                                   | 57   | |

## 事件・不祥事
- 2022年11月、丸山大輔議員が妻殺害の疑いで逮捕された。2024年12月、長野地方裁判所は「被告人が犯人であるという認定に合理的な疑いは残らない」として、懲役19年の実刑判決を言い渡した。（長野県議会議員妻殺害事件）

## その他

### 分県問題
1948年4月1日に開かれた本会議において、「速ニ現在ノ長野県ヲ分県シ選挙区第一区第二区ヲ以テ北信県（仮称）ヲ設定シ、第三区第四区ヲ以テ南信県（仮称）ヲ設定スルノ件」に関する意見書が上程された。当時、分県に賛成である南信側と反対である北信側の議員は30人ずつであり、議長は北信出身であった。このため、賛成と反対の比率は30対29となり（議長は採決には加わらないため）、意見書可決は可能とされていた。しかし、採決日当日議長が欠席し、副議長（南信出身）が議長席に就くこととなった。
この場合、賛成と反対の比率は29対29となるが、可否同数の場合は議長（副議長）が決めることとなるため、意見書は成立すると考えられた。しかし、無記名投票の結果、賛成29、反対26、白票3となり可否同数とはならなかった。
投票結果は賛成票のほうが多数であったが、議会の採決は「過半数の原則」に基づいている ため、可否どちらも過半数である30票に達しなかったことから、可否いずれもとも決定できず審議未了に終わった。
これは「種明かしすれば、当たり前」という意味で、後に「コロンブス作戦」と呼ばれた。
なお、この時に傍聴席から信濃の国の大合唱が起こり、それが機縁となって分県論は収まったといわれることがあるが、実際には前記のとおり意見書の採決は行われている。さらに当時についての記録では「当日は傍聴席も興奮した空気につつまれ、三時四〇分本会議開始の二鈴が鳴ると、突如「信濃の国」の合唱が起こり、再三にわたる議長の制止でようやくやむなど、終日、議事堂は混乱につつまれた」 となっており、シュプレヒコールによる妨害活動であったというのが真相のようである。

### 知事への不信任決議
2002年7月5日、長野県議会は田中康夫長野県知事（当時）に対し『就任以来、「長野モデル」の発信と称して、県民の生命や財産を守ることよりも自己の理念の実現を優先させ、市町村長や県議会との合意形成を軽んじる一方、理念を同じくする一部の意見のみを重んじ、独善的で稚拙ともいえる政治手法により県政の停滞と混乱を招き、多くの県民の期待を裏切る結果となった』 として、県政史上はじめて知事への不信任決議案を可決した（賛成44、反対5、欠席11）。これに対して田中知事は議会解散を行わず、10日後の7月16日午前零時をもって失職した。議会の不信任決議に伴って都道府県知事が失職するのは、全国初であった。
知事失職に伴う長野県知事選挙は同年9月1日に行われ、田中康夫氏が再選された。

### 越県合併問題
平成の大合併に伴う木曽郡山口村と岐阜県中津川市との越県合併をめぐり、田中康夫知事（当時）は当初「山口村の住民の意思を尊重する」としていたが、姿勢を転換し「長野県全体の問題」「県民の意向を把握する必要がある」として平成16年9月定例会への関連議案提出を見送った。さらに、田中知事はこの定例会において「長野県が溶けていく」として越県合併反対を表明した。
次回の平成16年12月定例会においても田中知事は関連議案を提出せず、このため2005年2月13日とされていた合併期日に間に合わない可能性が高まった。このような事態を受け、「関連議案の議員提案は可能」との総務省見解を得た 長野県議会は定例会の会期を延長したうえで、関連議案として「県の境界にわたる市村の廃置分合について」「県の境界にわたる市村の廃置分合に伴う財産処分に関する協議について」を議員提案した。議案は2004年12月22日、賛成多数で可決された。
議案可決後も田中知事は態度を明確にしなかったが、年明け1月4日の記者会見において「（県議会の）議決を厳粛に受け止める」と述べ、明5日午前に越県合併に関する申請書を総務省に速達で郵送した。

### 政務活動費問題
信濃毎日新聞は、2008年6月から長野県議会の政務調査費問題を取り上げた。内容としては、下伊那郡選出の議員が2007年度の収支報告書に「ヘアブラシの購入代金（504円）を茶菓子代として記載した」「県政報告会での茶菓子代（1,050円）として報告したもののうち、320円分は開催日翌日付の領収書であった」、さらに2006年度の収支報告書では、「仕出し弁当屋に支出した10,000円を茶菓子代として記載した」 といったものであった。この記事を受け、議員は誤りであったとして収支報告書を訂正した。
しかし信濃毎日新聞は追及をやめず、仕出し弁当屋に支出した10,000円については、『領収書のただし書きにあった「味おにぎり100ケ分」の記述が消されていた』、また『あて先が「○○党」だったものが「○○党県議団」と加筆されていた』ことについて「改ざん」であると報道した。その結果、議員はこの記事が出た当日に「生き恥をさらすことはできません」という遺書をのこして自殺した。

## 主な長野県議会議員出身者
- 石田治一郎 - 元議長
- 太田昌孝 - 元衆議院議員
- 木内均 - 元衆議院議員
- 北澤俊美 - 元参議院議員（元防衛大臣）
- 小坂善之助 - 元衆議院議員、信濃毎日新聞創業者
- 小山一平 - 元参議院副議長、元上田市長
- 小山邦太郎 - 元参議院議員、元衆議院議員、元小諸市長
- 田中弥助 - 元衆議院議員 、第一法規出版創業者
- 中川宏昌 - 衆議院議員
- 中原謹司 - 元衆議院議員（平沼内閣海軍参与官）
- 野溝勝 - 元左派社会党書記長、元芦田内閣国務大臣
- 降旗徳弥 - 元第2次吉田内閣逓信大臣、元松本市長
- 向山一人 - 元衆議院議員、元参議院議員、KOA 創業者
- 吉田博美 - 元参議院議員、自由民主党参議院幹事長

## 関連人物
- 田中康夫 - 長野県知事時代、激しく対立した。